# Sultanaat Adal
Het sultanaat Adal (of koninkrijk Adal) was een islamitisch Somalisch sultanaat in de Hoorn van Afrika. Het sultanaat bereikte zijn hoogtepunt tussen 1415 en 1577. Een sultanaat onderscheidt zich van een koninkrijk doordat de sultan, in tegenstelling tot een koning, ook als religieuze (moslim) leider fungeert.

## Eerste sultanaat
Het sultanaat en de staat werd in de vroege negende eeuw gesticht door de lokale Somalische stammen van de stad Zeila. Zeila was een rijke stad en handelshaven.

## Tweede sultanaat
In de vroege vijftiende eeuw (1415) werd het als emiraat een onderdeel van het uitbreidende sultanaat Ifat. Na de val van het sultanaat Ifat, vijf jaar later, werd het sultanaat Adal opnieuw gesticht door Sabr ad-Din II waarbij de hoofdstad werd verplaats naar Dakkar (een stad in de Ogaden), meer landinwaarts. In deze periode werd Adal het centrum van islamitische weerstand tegen het uitbreidende christelijke Abessinië. Adal zou heersen over al het gebied dat voorheen onder controle was van het sultanaat Ifat. Op zijn hoogtepunt controleerde Adal het gros van het gebied in de Hoorn van Afrika direct ten oosten van het Abessijnse keizerrijk. Het sultanaat onderhield goede handelsrelaties en politieke banden met het Turkse Ottomaanse Rijk.
In 1520 werd de hoofdstad verplaatst van Dakkar naar Harar. Van 1529 tot 1543 vond de Ethiopisch-Adalse Oorlog plaats. In 1577 werd het sultanaat ontbonden. Het werd opgevolgd door het sultanaat van Harar.